# Blitz (roman)
Pour les articles homonymes, voir Blitz (homonymie).
Blitz (titre original : Blackout/All Clear) est le titre français d'un diptyque écrit par Connie Willis et composé de Black-out et All Clear, tous deux parus en 2010. Le roman suit un groupe d'historiens de 2060 qui retournent vers l'Angleterre de la Seconde Guerre mondiale. Blitz constitue la troisième partie d'une série mettant en scène des historiens de l'université d'Oxford voyageant dans le temps. Il est précédé par Le Grand Livre (The Doomsday Book, 1992) et Sans parler du chien (To Say Nothing of the Dog, 1997).